# Claude (model lingüístic)
Claude és una família de grans models lingüístics desenvolupats per Anthropic. El primer model es va llançar el març de 2023. Claude 3, llançat el març de 2024, també pot analitzar imatges.

## Entrenament
Els models Claude són transformadors generatius pre-entrenats. Han estat entrenats prèviament per predir la paraula següent en grans quantitats de text. Els models Claude s'han afinat amb l'IA constitucional amb l'objectiu de fer-los útils, honestos i inofensius.

### IA constitucional
La IA constitucional és un enfocament desenvolupat per Anthropic per entrenar sistemes d'IA, especialment models lingüístics com Claude, perquè siguin inofensius i útils sense dependre d'amplis comentaris humans. El mètode, detallat a l'article "Constitutional AI: Harmlessness from AI Feedback" inclou dues fases: aprenentatge supervisat i aprenentatge de reforç.
En la fase d'aprenentatge supervisat, el model genera respostes a les indicacions, autocrítica aquestes respostes a partir d'un conjunt de principis rectors (una "constitució") i revisa les respostes. A continuació, el model s'ajusta amb precisió a aquestes respostes revisades.
Per a la fase d'aprenentatge de reforç a partir de la retroalimentació d'IA (RLAIF), les respostes es generen i es comparen segons el seu compliment amb la constitució. Aquest conjunt de dades de retroalimentació d'IA s'utilitza per entrenar un model de preferències que avalua les respostes en funció de la mesura que compleixen la constitució. A continuació, Claude s'ajusta per alinear-se amb aquest model de preferències.
Aquest enfocament permet la formació d'assistents d'IA que són útils i inofensius, i que poden explicar les seves objeccions a les sol·licituds nocives, millorant la transparència i reduint la dependència de la supervisió humana.
La "constitució" per a Claude incloïa 75 punts, incloent seccions de la Declaració Universal dels Drets Humans de l'ONU.

## Models

### Claude
Claude va ser la versió inicial del model lingüístic d'Anthropic publicada el març de 2023, Claude va demostrar competència en diverses tasques però tenia certes limitacions en les capacitats de codificació, matemàtiques i raonament. Anthropic es va associar amb empreses com Notion (programari de productivitat) i Quora (per ajudar a desenvolupar el chatbot de Poe ).

### Claude Instant
Claude es va publicar en dues versions, Claude i Claude Instant, amb Claude Instant una versió més ràpida, menys costosa i més lleugera. Claude Instant té una longitud de context d'entrada de 100.000 fitxes (que correspon a unes 75.000 paraules).

### Claude 2
Claude 2 va ser la següent iteració important de Claude, que va ser llançada l'11 de juliol de 2023 i disponible per al públic en general, mentre que Claude 1 només estava disponible per a usuaris seleccionats aprovats per Anthropic.
Claude 2 va ampliar la seva finestra de context de 9.000 fitxes a 100.000 fitxes. Les característiques inclouen la possibilitat de carregar PDF i altres documents que permeten a Claude llegir, resumir i ajudar amb les tasques.
Claude 2 va ampliar la seva finestra de context de 9.000 fitxes a 100.000 fitxes. Les característiques inclouen la possibilitat de carregar PDF i altres documents que permeten a Claude llegir, resumir i ajudar amb les tasques.

### Claude 3
Claude 3 es va publicar el 14 de març de 2024 amb afirmacions en el comunicat de premsa d'haver establert nous punts de referència de la indústria en una àmplia gamma de tasques cognitives. La família Claude 3 inclou tres models d'última generació en ordre ascendent de capacitat: Haiku, Sonnet i Opus. La versió predeterminada de Claude 3 Opus té una finestra de context de 200.000 fitxes, però s'està ampliant a 1 milió per a casos d'ús específics.
Sembla que Claude 3 realitza un raonament metacognitiu, inclosa la capacitat d'adonar-se que s'està provant artificialment durant les avaluacions d'agulla en un paller.